# Witold Broniewski

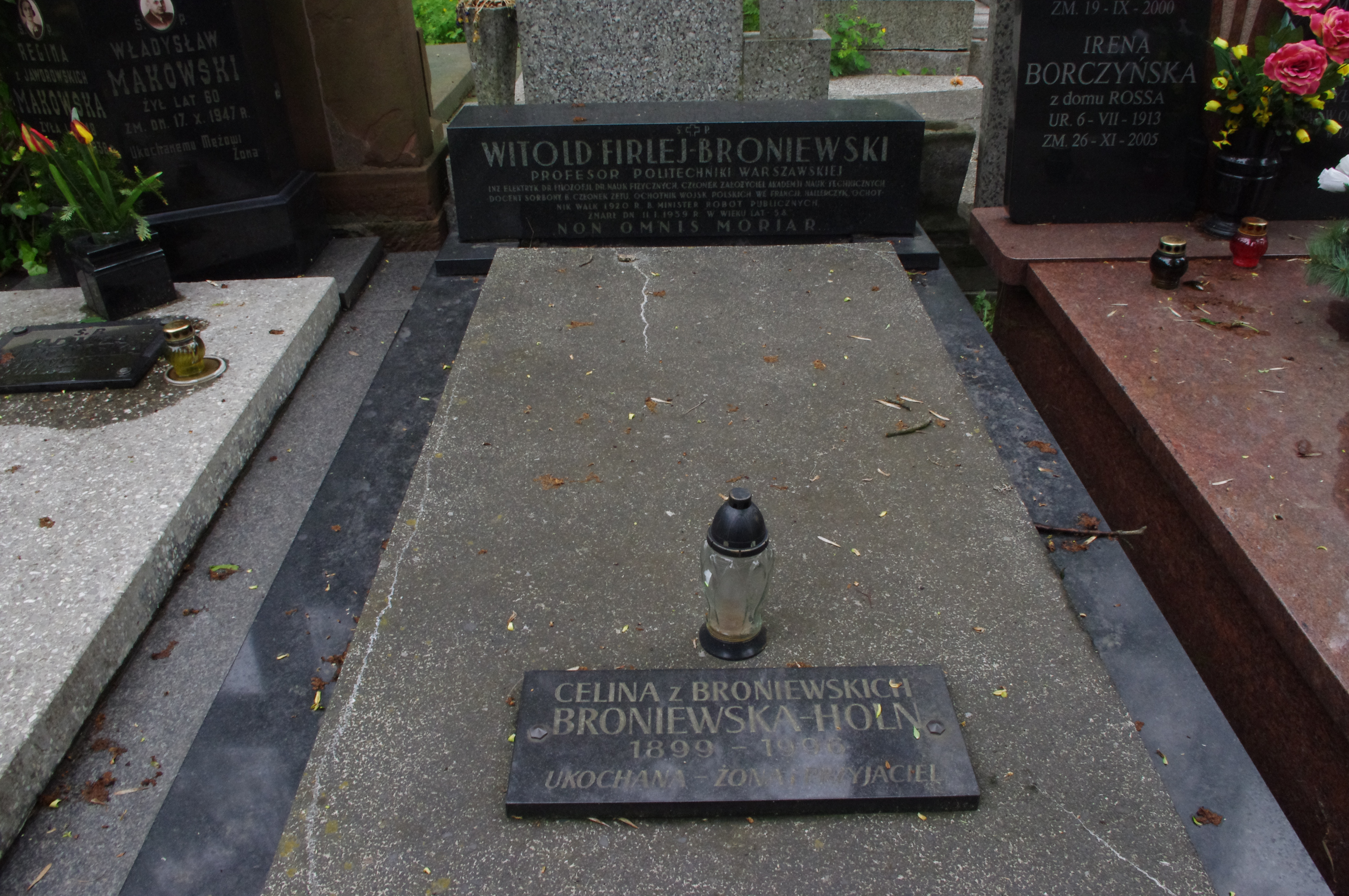
Grób prof. Witolda Firlej Broniewskiego na cmentarzu Bródnowskim w Warszawie

Witold Firlej Broniewski (ur. 15 października 1880 w Pskowie, zm. 11 stycznia 1939 w Warszawie) – polski naukowiec, metaloznawca, metalurg. Minister robót publicznych w okresie II Rzeczypospolitej.

## Życiorys
Urodził się w polskiej inteligenckiej rodzinie Juliana Firley-Broniewskiego i Anatolii z Suchockich. Ukończył II Gimnazjum Klasyczne w Petersburgu (1900). Od 1901 studiował matematykę i fizykę na Uniwersytecie w Petersburgu, następnie fizykę na Uniwersytecie Jagiellońskim (1901–1904), elektrotechnikę w Instytucie Elektrotechniki i Mechaniki Stosowanej uniwersytetu w Nancy (1904–1908, uzyskał tytuł inżyniera elektryka) i fizykę na paryskiej Sorbonie, gdzie był uczniem m.in. Marii Skłodowskiej-Curie (1908–1911, uzyskał doktorat nauk fizycznych). Habilitację otrzymał na Politechnice Lwowskiej (1912). Podczas studiów w Krakowie należał do Związku Młodzieży Polskiej „Zet”, organizacji narodowo-demokratycznej „Młodość” oraz Towarzystwa Szkoły Ludowej. Do 1914 był członkiem Ligi Narodowej.

### 1914–1919
W latach 1914–1919 wykładowca metalografii na Uniwersytecie Paryskim. Przez cały okres trwania I wojny światowej pracował w przemyśle zbrojeniowym, zajmując się kwestiami metalurgii przy produkcji amunicji. W 1918 jako ochotnik wstąpił do Armii Polskiej we Francji. 6 listopada 1918 został przyjęty do służby w stopniu kanoniera drugiej klasy w 1. Pułku Artylerii. Ukończył szkołę podoficerską artylerii w Vincennes (gdzie uczęszczał od marca do maja 1918), a następnie szkołę oficerską artylerii w Fontainableau (w której odbywał naukę od czerwca do września 1918). Rozpoczął służbę jako instruktor w III Grupie Artylerii Polowej w Le Mans. Później został oficerem łącznikowym przy sztabie 3. Grupy 1. Pułku Artylerii Polowej w Avalion do marca 1919. Następnie przydzielono go do 4. Biura Sztabu Głównego armii gen. Józefa Hallera. W tym czasie uzyskał awans na stopień podporucznika. Do kraju powrócił wraz z Błękitną Armią w 1919. Jako żołnierz 1. Pułku Artylerii wziął udział w starciach z bolszewikami oraz wojskami Zachodnioukraińskiej Republiki Ludowej. Najpierw jako podchorąży pracował w sztabie III Brygady Artylerii Polowej, następnie jako podporucznik otrzymał przydział do zbadania warunków do produkcji amunicji w kraju. Zagadnienia w tej sprawie kontynuował ponownie jako członek sztabu armii gen. Józefa Hallera, jednak na własną prośbę został przeniesiony do sztabu 5. dywizjonu 1. Pułku Artylerii Ciężkiej w Dąbrowie Górniczej, gdzie pełnił służbę oficera orientacyjnego. Służbę w armii zakończył 29 sierpnia 1919 na własną prośbę, w związku z nominacją na profesora zwyczajnego Politechniki Lwowskiej, w której był kierownikiem katedry maszyn przemysłowych i chemicznych.

### II Rzeczpospolita
Do służby w Wojsku Polskim powrócił jako ochotnik w 1920 w wyniku wojny polsko-bolszewickiej. Zaciągnął się we Lwowie do 7. baterii 12. Pułku Artylerii Polowej jako szeregowy, gdyż zataił informację o swoim wykształceniu i zajmowanym stanowisku. Zakończył służbę w wojsku 3 listopada 1920, dzięki wstawiennictwu Macieja Rataja – ministra wyznań religijnych i oświecenia publicznego, motywując to tym, iż bardziej przyda się w służbie cywilnej jako profesor na uniwersytecie. Do rezerwy został przeniesiony rozkazem personalnym z 24 listopada 1921. Rozpoczął pracę na Politechnice Warszawskiej w Katedrze Technologii Metali, będąc jej kierownikiem aż do śmierci w 1939. W jej ramach stworzył Zakład Metalurgiczny. Prowadził badania w zakresie metalografii i fizykochemii metali, a także obróbki plastycznej i cieplnej. Pionier polskich badań nad zjawiskiem pełzania metali. Swoje wyniki badań, w większości prekursorskich, publikował głównie po francusku, co przyniosło mu międzynarodowe uznanie. Wziął udział w wielu międzynarodowych kongresach i konferencjach np. na  Międzynarodowym Kongresie Badań Materiałów (Londyn 1937). 
Witold Broniewski jest także jednym z założycieli powstałej w 1920 Akademii Nauk Technicznych. W latach 1928–1936 był jej sekretarzem generalnym.
Po zamachu majowym pełnił trzykrotnie rolę ministra robót publicznych w pierwszym (od 15 maja do 4 czerwca 1926), drugim (od 8 czerwca do 24 września 1926) oraz trzecim (od 27 do 30 września 1926) rządzie Kazimierza Bartla. Zajmował się przede wszystkim sprawami związanymi z infrastrukturą drogową. Wybudowano stałe mosty m.in. w Grodnie, Toruniu i Mysłowicach. Ponadto wziął udział w planowaniu kanału łączącego Wisłę z Wartą oraz koordynował odbudowę kanału Ogińskiego.
19 października 1936 został skazany przez Sąd Okręgowy w Warszawie na karę dwóch miesięcy aresztu w zawieszeniu oraz 500 zł grzywny w procesie o zniesławienie wytoczonym przez prof. Jana Czochralskiego.
Zmarł 11 stycznia 1939. Został pochowany na cmentarzu Bródnowskim w Warszawie (kwatera 29 A-6-7).

## Życie prywatne
Jego żoną była Celina z Broniewskich.

## Publikacje
- Recherches sur les propriétés électriques des alliages d’aluminium, 1911.
- Zasady metalografii, Lwów-Warszawa 1921.
- O stopach antymonu z cyną i antymonu z ołowiem / W. Broniewski i L. Śliwowski. O stopach miedzi z cyną: bibliografja / W. Broniewski i B. Hackiewicz, Warszawa 1929: wyd. Akademji Nauk Technicznych.
- Travaux pratiques de metallographie, 1930.
- Sur l’ecrouissage du fer, 1931.

## Ordery i odznaczenia
- Krzyż Komandorski z Gwiazdą Orderu Odrodzenia Polski (3 maja 1928)[10][11]
- Medal im. Berthelota Akademii Francuskiej (1910)[12]
- Laureat nagrody im. Alhumberta Akademii Francuskiej (1910)[12]

## Upamiętnienie
Imieniem Witolda Broniewskiego nazwano jedno z audytoriów w gmachu wydziału mechaniczno-technologicznego Politechniki Warszawskiej, a 10 października 1967 odsłonięto w nim tablicę pamiątkową.